# Roberto Ruini
Roberto Ruini (Sassuolo, 18 settembre 1964) è un politico italiano. Presidente della provincia di Reggio Emilia dal 1995 al 2004.

## Biografia
Diplomato nel 1982 al liceo musicale "Achille Peri" di Reggio Emilia, lavora come musicista professionista. Impegnato nel volontariato, dal 1987 al 1994 è stato Presidente provinciale reggiano delle ACLI.
Nel 1994 aderisce al neonato Partito Popolare Italiano. Nel 1995 viene eletto Presidente della Provincia di Reggio Emilia con il 66,3% dei voti, appoggiato da una coalizione composta dal suo partito, ma anche da PDS, Verdi e Patto dei Democratici. Ricandidato alle successive elezioni del 1999, viene riconfermato presidente con il 63,28% dei voti, come candidato di una coalizione formata da DS, PPI, I Democratici, Socialisti democratici, Comunisti italiani e Verdi. Rimane in carica fino alla scadenza del mandato, nel 2004.
Successivamente è attivo come imprenditore, nel campo della produzione di contenuti multimediali con l'azienda Pmg, fondata nel 2007. Inoltre è alla guida di Starlight, la società che organizza il Giro d'Italia Donne.
Sposato con Giuliana Torelli, ha tre figli; nell'agosto 2020 rimane vedovo.